# Gustav Waldau

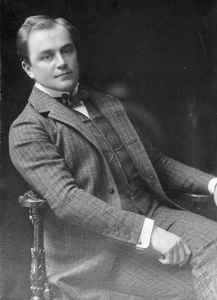
Gustl Waldau um 1898

Gustav Waldau, auch Gustl Waldau, eigentlich Gustav Theodor Clemens Robert Freiherr von Rummel (* 27. Februar 1871 auf Schloss Piflas, Ergolding; † 25. Mai 1958 in München) war ein deutscher Theater- und Filmschauspieler.

## Leben und Wirken
Der gebürtige Gustav Freiherr von Rummel trat mit 14 Jahren in das Bayerische Kadettenkorps ein. Er wurde zum Offizier im Infanterie-Leib-Regiment befördert. Von Rummel quittierte als charakterisierter Oberleutnant den Dienst, wurde zunächst Journalist bei der Zeitschrift Jugend und ließ sich dann von Wilhelm Schneider zum Schauspieler ausbilden. Da das Schauspielergewerbe für Adlige nicht als standesgemäß galt, nahm er den Künstlernamen Waldau an, nach dem Schloss Waldau in der Oberpfalz, das seiner Familie einst gehört hat. 
Er debütierte 1897 am Kölner Stadttheater als Paris in Romeo und Julia. Im April 1898 schloss er sich dem Ensemble des Münchner Hoftheaters an. 1910 gastierte er am Burgtheater, 1913 in Sankt Petersburg und 1914 in New York. Nach dem Kriegsdienst setzte er 1918 seine Laufbahn in München fort. Einen großen Erfolg feierte er 1921 bei der Uraufführung von Der Schwierige als Graf Bühl, der zu seiner Paraderolle wurde.
Waldau, der als Bonvivant galt, trat fast 50 Jahre lang auf verschiedenen Bühnen auf, vor allem in München, aber auch in Berlin und seit 1924 häufig am Theater in der Josefstadt in Wien. Zusammen mit seiner Frau Hertha von Hagen gehörte er mehrere Jahrzehnte dem Ensemble des Bayerischen Staatsschauspiels an.
Im Film wurde Waldau besonders in den dreißiger und vierziger Jahren eingesetzt. Er verkörperte in Nebenrollen vornehm-zurückhaltende ältere Herren. In der Zeit des Nationalsozialismus erhielt er den Titel Staatsschauspieler und 1941 wurde ihm die Goethe-Medaille für Kunst und Wissenschaft verliehen. In der Endphase des Zweiten Weltkriegs nahm ihn Adolf Hitler im August 1944 in die Gottbegnadeten-Liste der wichtigsten Künstler auf. Waldau wurde später mit dem Max-Reinhardt-Ring ausgezeichnet.

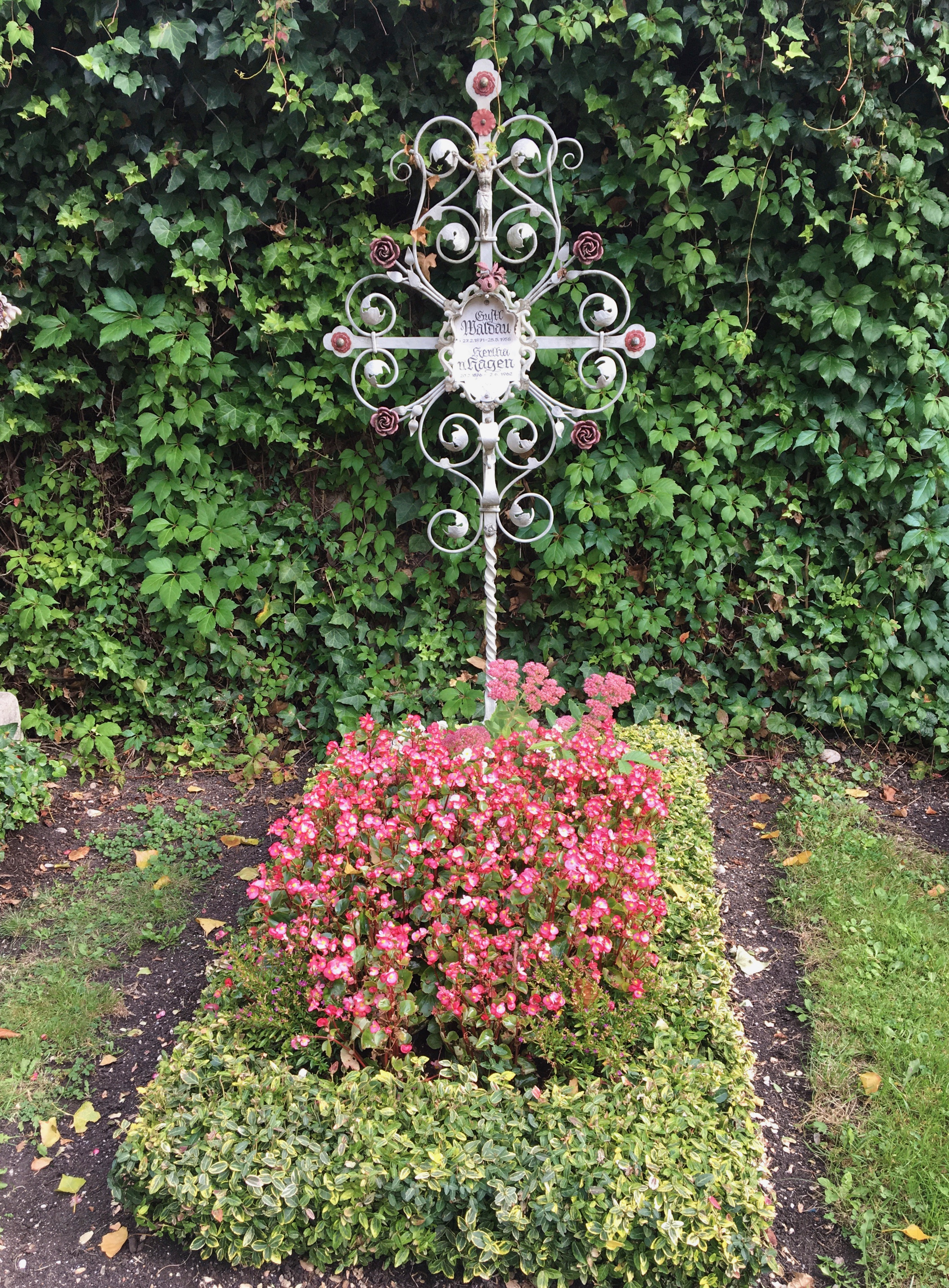
Grab von Gustav "Gustl" Waldau (1871–1958)

Gustav Waldau wurde auf dem Bogenhausener Friedhof in München beigesetzt (Grab Mauer rechts Nr. 11).

## Ehrungen
- 1956: Verdienstkreuz 1. Klasse der Bundesrepublik Deutschland
- Bereits in seinem Todesjahr benannte München einen Gustav-Waldau-Steig im Herzogpark. 1960 folgte Wien-Döbling (19. Bezirk) mit einer Waldaugasse. Auch sein Geburtsort Ergolding ehrte ihn, indem die Straße, die an seinem Geburtshaus vorbeiführt, nach ihm benannt wurde.[4]

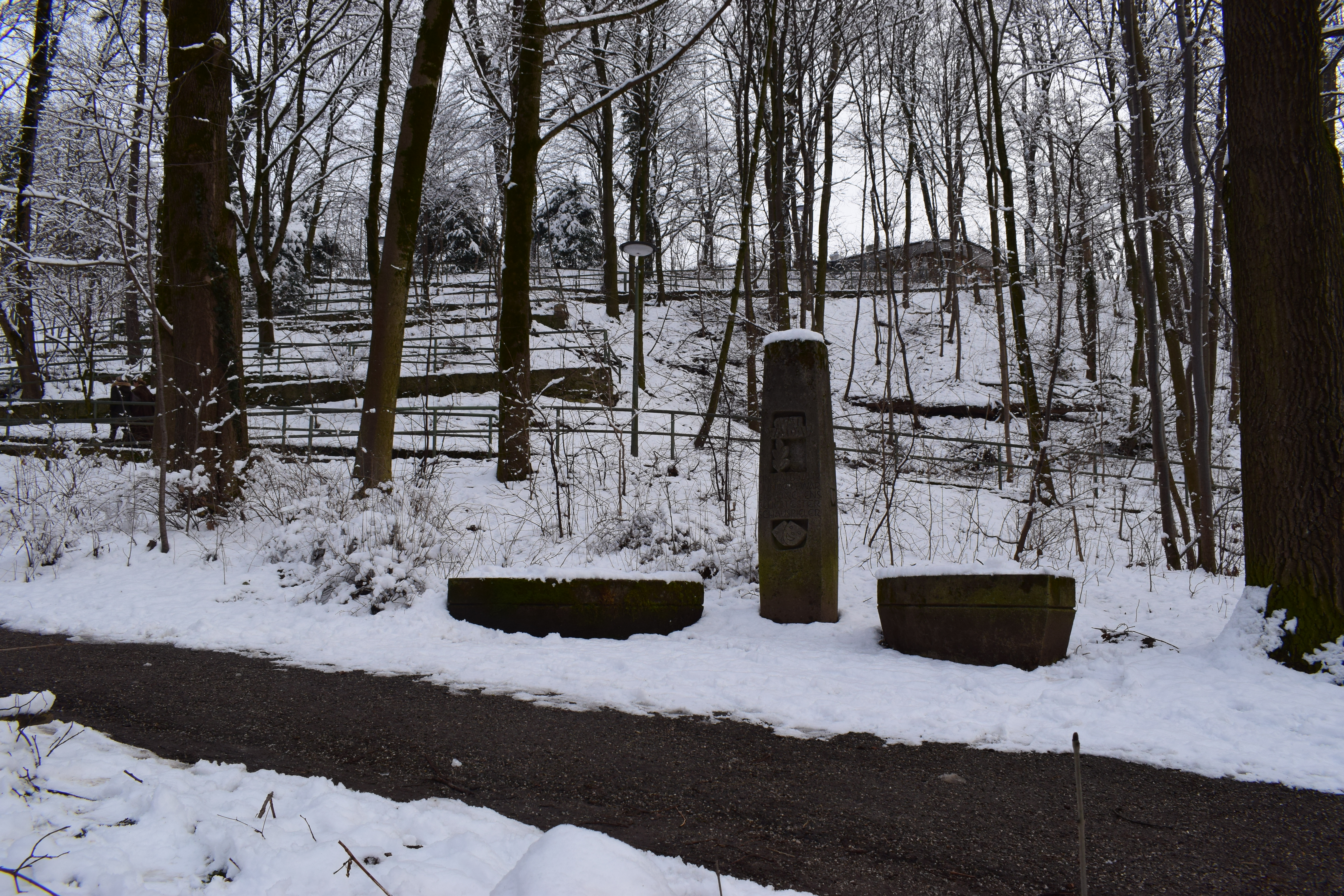
Denkmal am Gustav-Waldau-Steig.

## Filmografie (Auswahl)
- 1915: Der Herr ohne Wohnung
- 1915: Gustls Seitensprung
- 1919: Künstlerspesen
- 1919: Foxtrott-Papa
- 1931: Der falsche Ehemann
- 1932: Ein toller Einfall
- 1933: Saison in Kairo
- 1933: Des jungen Dessauers große Liebe
- 1934: Abschiedswalzer
- 1934: Einmal eine große Dame sein
- 1934: Die Töchter Ihrer Exzellenz
- 1934: So endete eine Liebe
- 1934: Liebe dumme Mama
- 1934: Klein Dorrit
- 1934: Ihr größter Erfolg
- 1935: Der Außenseiter
- 1935: Winternachtstraum
- 1935: Sie und die Drei
- 1935: Der Schlafwagenkontrolleur
- 1935: Eine Nacht an der Donau
- 1936: Die Drei um Christine
- 1936: Mädchenjahre einer Königin
- 1936: Drei Mäderl um Schubert
- 1936: Du bist mein Glück
- 1937: Das große Abenteuer
- 1937: Die Stimme des Herzens
- 1937: Die ganz großen Torheiten
- 1937: Die Kronzeugin
- 1938: Die kleine und die große Liebe
- 1938: Gastspiel im Paradies
- 1938: Das Leben kann so schön sein
- 1938: Die Pfingstorgel
- 1938: Frau Sixta
- 1938: Yvette
- 1939: Fasching
- 1939: Eine kleine Nachtmusik
- 1939: Drei wunderschöne Tage
- 1939: Gold in New Frisco
- 1939: Ein hoffnungsloser Fall
- 1940: Ein Mann auf Abwegen
- 1940: Falstaff in Wien
- 1940: Die Geierwally
- 1940: Herz geht vor Anker
- 1940: Ein Leben lang
- 1940: Operette
- 1940: Unser Fräulein Doktor
- 1940: Das Fräulein von Barnhelm
- 1940: Der rettende Engel
- 1941: Spähtrupp Hallgarten
- 1941: Die Kellnerin Anna
- 1941: Jenny und der Herr im Frack
- 1941: Der siebente Junge
- 1942: Zwischen Himmel und Erde
- 1942: Geheimakte W.B. 1
- 1942: Geliebte Welt
- 1942: Kleine Residenz
- 1943: Symphonie eines Lebens
- 1943: Lache Bajazzo
- 1943: Münchhausen
- 1943: Der zweite Schuß
- 1943: Späte Liebe
- 1943: I pagliacci
- 1943: Karneval der Liebe
- 1943: Der unendliche Weg
- 1944: Der kleine Muck
- 1944: Glück unterwegs
- 1944: Komm zu mir zurück
- 1944/50: Die Schuld der Gabriele Rottweil
- 1944/50: Vier Treppen rechts
- 1947: Wintermelodie
- 1947: Singende Engel
- 1948: Der Engel mit der Posaune
- 1948: Das andere Leben
- 1948: Fregola
- 1949: Ein bezaubernder Schwindler
- 1949: Die seltsame Geschichte des Brandner Kaspar
- 1949: Wer bist du, den ich liebe?
- 1949: Das Kuckucksei
- 1949: Träum’ nicht, Annette!
- 1949: Eine große Liebe
- 1949: Eroica
- 1949: Zweimal verliebt (Liebe Freundin)
- 1950: Das doppelte Lottchen
- 1950: Der keusche Adam
- 1950: König für eine Nacht
- 1951: Fünf Mädchen und ein Mann (A Tale of Five Cities)
- 1951: Dr. Holl
- 1951: Unvergängliches Licht
- 1952: Die schöne Tölzerin
- 1952: Zwei Menschen
- 1952: Mönche, Mädchen und Panduren
- 1953: Die Nacht ohne Moral
- 1953: Tante Jutta aus Kalkutta
- 1953: Ehestreik
- 1954: Schloß Hubertus
- 1954: Der schweigende Engel
- 1955: 08/15 in der Heimat
- 1955: Lola Montez